# Niedermöllrich
Niedermöllrich ist ein Ortsteil der Gemeinde Wabern im nordhessischen Schwalm-Eder-Kreis.

## Geographische Lage
Das Dorf liegt in Nordhessen nordöstlich von Wabern an der Eder. Westlich liegt das Waldgebiet Oberstes Holz. Im Ort treffen sich die Bundesstraße 254 und die Landesstraße 3426.

## Geschichte

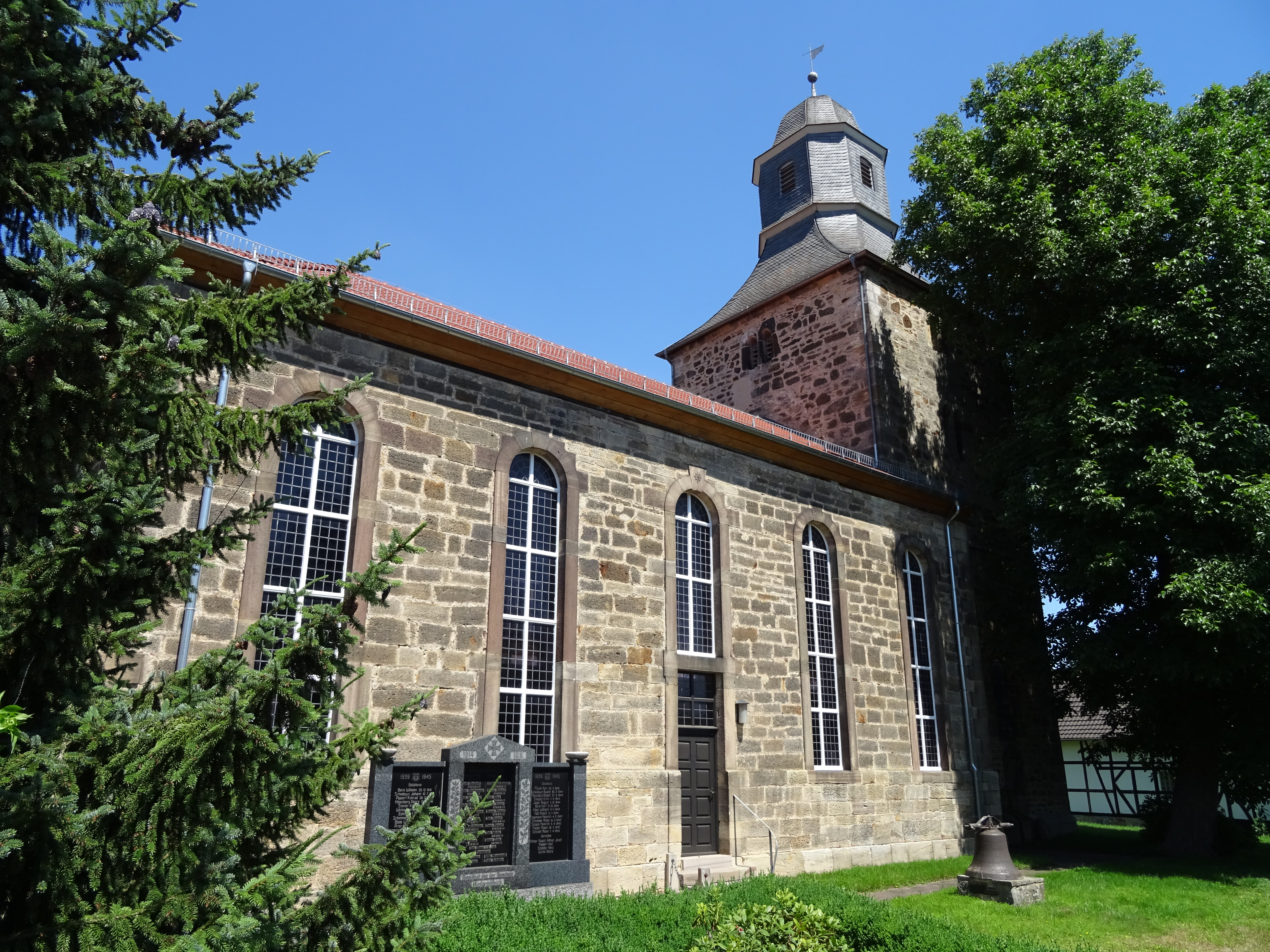
Evangelische Kirche (Niedermöllrich)

### Ortsgeschichte
Die älteste bekannte schriftliche Erwähnung von Niedermöllrich erfolgte unter dem Namen Melderiche Inferiori im Jahr 1209 in einem Besitzverzeichnis des St. Petristifts in Fritzlar. Bei älteren Erwähnungen (Melriche und Millere marcha in der ersten Hälfte des 9. Jahrhunderts) ist unklar, ob sie sich auf Nieder- oder Ober-Möllrich beziehen.
Ab 1225 hatte der Deutsche Orden Besitz in Niedermöllrich (1272 als inferior Mildrike bezeichnet). Im Jahre 1330 sind die Herren von Röhrenfurth als Besitzer eines Freihofs und Guts zu Nieder-Möllrich bekundet.
Von der Mitte des 13. Jahrhunderts bis ins 19. Jahrhundert wurde bei Niedermöllrich Gold aus der Eder gewaschen.
Im Siebenjährigen Krieg lagerten vom 23. bis zum 27. Juli 1762 etwa 70.000 Truppen des Herzogs Ferdinand von Braunschweig-Wolfenbüttel im Felde zwischen Niedervorschütz und Niedermöllrich. Ihr Heerlager erstreckte sich ungefähr entlang der heutigen B 254 über die gesamte Strecke zwischen den beiden Orten. Diese Armee hatte zuvor in den Schlachten bei Wilhelmsthal (24. Juni 1762) und bei Lutterberg und Knickhagen (23. Juli 1762) die Franzosen besiegt und sie damit endgültig aus dem Gebiet der damaligen Landgrafschaft Hessen-Kassel verdrängt.
Im Zuge der Gebietsreform in Hessen wurde die bis dahin selbständige Gemeinde Niedermöllrich auf freiwilliger Basis in die Gemeinde Wabern eingegliedert. Für alle durch die Gebietsreform eingegliederten Gemeinden, sowie die Kerngemeinde Wabern, wurde je ein Ortsbezirk mit Ortsbeirat und Ortsvorsteher nach der Hessischen Gemeindeordnung eingerichtet.

### Ehemaliges Eisenerz-Bergwerk

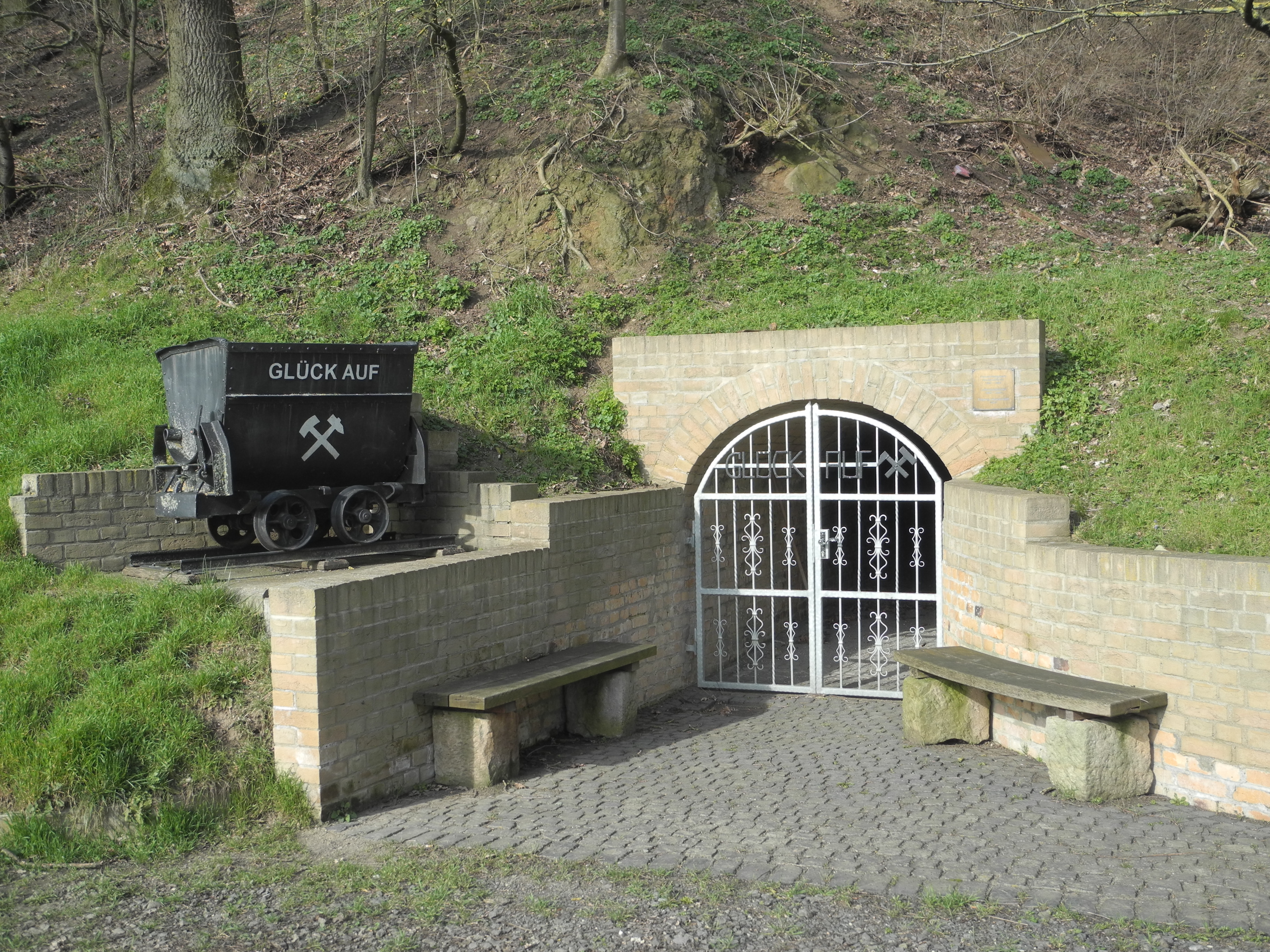
Eingang des Eisenerzbergwerk Niedermöllrich (2020)

Etwas mehr als einen halben Kilometer westlich des Dorfkerns befindet sich bei 51° 7′ N, 9° 21′ O, nahezu unmittelbar an der Eder, der Stolleneingang zu einem ehemaligen Eisenerzbergwerk. Das Bergwerk wird im Jahre 1867 als „Holzhäuser Grube III“ erwähnt und befand sich offensichtlich im Besitz der seit 1737 in Holzhausen bei Homberg operierenden Eisengießerei. Gefördert wurde damals in Niedermöllrich allerdings nichts; es ging den Besitzern zunächst erst einmal darum, sich das dortige Erzvorkommen zu sichern. Erst die Autarkiebestrebungen des NS-Regimes führten dazu, dass man die Anlage ausbaute und von 1939 bis 1943 tatsächlich Eisenerz aus dem Hang holte, ohne dass dies im wirtschaftlichen Sinne erfolgreich war. Der mehr als ein Kilometer lange Stollen diente später als Zufluchtsort bei Fliegeralarm und nach Kriegsende als Abenteuerspielplatz für die Kinder des Dorfs, bis er aus Sicherheitsgründen gesperrt und abgeblockt wurde. Erst im Jahre 2009 wurde ein kurzes Stück des Stollens soweit gesichert, dass es wieder gefahrlos zugänglich ist. Ein Tor mit der Aufschrift „Glück auf!“ verschließt den Stollen, wird jedoch zu besonderen Anlässen für Besucher geöffnet.

## Bevölkerung
Einwohnerstruktur 2011
Nach den Erhebungen des Zensus 2011 lebten am Stichtag, dem 9. Mai 2011, in Niedermöllrich 717 Einwohner. Darunter waren 6 (0,8 %) Ausländer.
Nach dem Lebensalter waren 111 Einwohner unter 18 Jahren, 279 zwischen 18 und 49, 165 zwischen 50 und 64 und 182 Einwohner waren älter. Die Einwohner lebten in 309 Haushalten. Davon waren 75 Singlehaushalte, 99 Paare ohne Kinder und 105 Paare mit Kindern, sowie 24 Alleinerziehende und 6 Wohngemeinschaften. In 63 Haushalten lebten ausschließlich Senioren und in 198 Haushaltungen lebten keine Senioren.
Einwohnerentwicklung
| Quelle: Historisches Ortslexikon |                |
| • 1585:                          | 58 Hausgesesse |
| • 1747:                          | 58 Hausgesesse |

| Niedermöllrich: Einwohnerzahlen von 1834 bis 2020 | Niedermöllrich: Einwohnerzahlen von 1834 bis 2020 | Niedermöllrich: Einwohnerzahlen von 1834 bis 2020 | Niedermöllrich: Einwohnerzahlen von 1834 bis 2020 | Niedermöllrich: Einwohnerzahlen von 1834 bis 2020 |
| --- | ------------------------------------------------- | ------------------------------------------------- | ------------------------------------------------- | ------------------------------------------------- |
| Jahr |                                                   |                                                   |                                                   | Einwohner                                         |
| 1834 | 1834                                              |                                                   | 528                                               | 528                                               |
| 1840 | 1840                                              |                                                   | 563                                               | 563                                               |
| 1846 | 1846                                              |                                                   | 589                                               | 589                                               |
| 1852 | 1852                                              |                                                   | 584                                               | 584                                               |
| 1858 | 1858                                              |                                                   | 584                                               | 584                                               |
| 1864 | 1864                                              |                                                   | 612                                               | 612                                               |
| 1871 | 1871                                              |                                                   | 560                                               | 560                                               |
| 1875 | 1875                                              |                                                   | 521                                               | 521                                               |
| 1885 | 1885                                              |                                                   | 570                                               | 570                                               |
| 1895 | 1895                                              |                                                   | 530                                               | 530                                               |
| 1905 | 1905                                              |                                                   | 543                                               | 543                                               |
| 1910 | 1910                                              |                                                   | 541                                               | 541                                               |
| 1925 | 1925                                              |                                                   | 581                                               | 581                                               |
| 1939 | 1939                                              |                                                   | 599                                               | 599                                               |
| 1946 | 1946                                              |                                                   | 832                                               | 832                                               |
| 1950 | 1950                                              |                                                   | 874                                               | 874                                               |
| 1956 | 1956                                              |                                                   | 799                                               | 799                                               |
| 1961 | 1961                                              |                                                   | 832                                               | 832                                               |
| 1967 | 1967                                              |                                                   | 830                                               | 830                                               |
| 1980 | 1980                                              |                                                   | ?                                                 | ?                                                 |
| 1990 | 1990                                              |                                                   | ?                                                 | ?                                                 |
| 2000 | 2000                                              |                                                   | ?                                                 | ?                                                 |
| 2006 | 2006                                              |                                                   | 768                                               | 768                                               |
| 2011 | 2011                                              |                                                   | 717                                               | 717                                               |
| 2015 | 2015                                              |                                                   | 698                                               | 698                                               |
| 2020 | 2020                                              |                                                   | 689                                               | 689                                               |
| Datenquelle: Historisches Gemeindeverzeichnis für Hessen: Die Bevölkerung der Gemeinden 1834 bis 1967. Wiesbaden: Hessisches Statistisches Landesamt, 1968. Weitere Quellen: LAGIS; Gemeinde Wabern, Zensus 2011 |                                                   |                                                   |                                                   |                                                   |

Historische Religionszugehörigkeit
| Quelle: Historisches Ortslexikon |                                                                                               |
| • 1885:                          | 568 evangelische (= 99,65 %), ein katholischer (= 0,18 %), ein jüdischer (= 0,18 %) Einwohner |
| • 1961:                          | 718 evangelische (= 86,30 %), 99 katholische (= 11,90 %) Einwohner                            |

## Politik
Für Niedermöllrich besteht ein Ortsbezirk (Gebiete der ehemaligen Gemeinde Niedermöllrich) mit Ortsbeirat und Ortsvorsteher nach der Hessischen Gemeindeordnung. Der Ortsbeirat besteht aus fünf Mitgliedern.
Bei den Kommunalwahlen in Hessen 2021 betrug die Wahlbeteiligung zum Ortsbeirat Niedermöllrich 55,15 %. Alle Kandidaten gehörten der Liste „Niedermöllricher Wählergemeinschaft“ an. Der Ortsbeirat wählte Sabine Schweinebraden zur Ortsvorsteherin.

## Persönlichkeiten

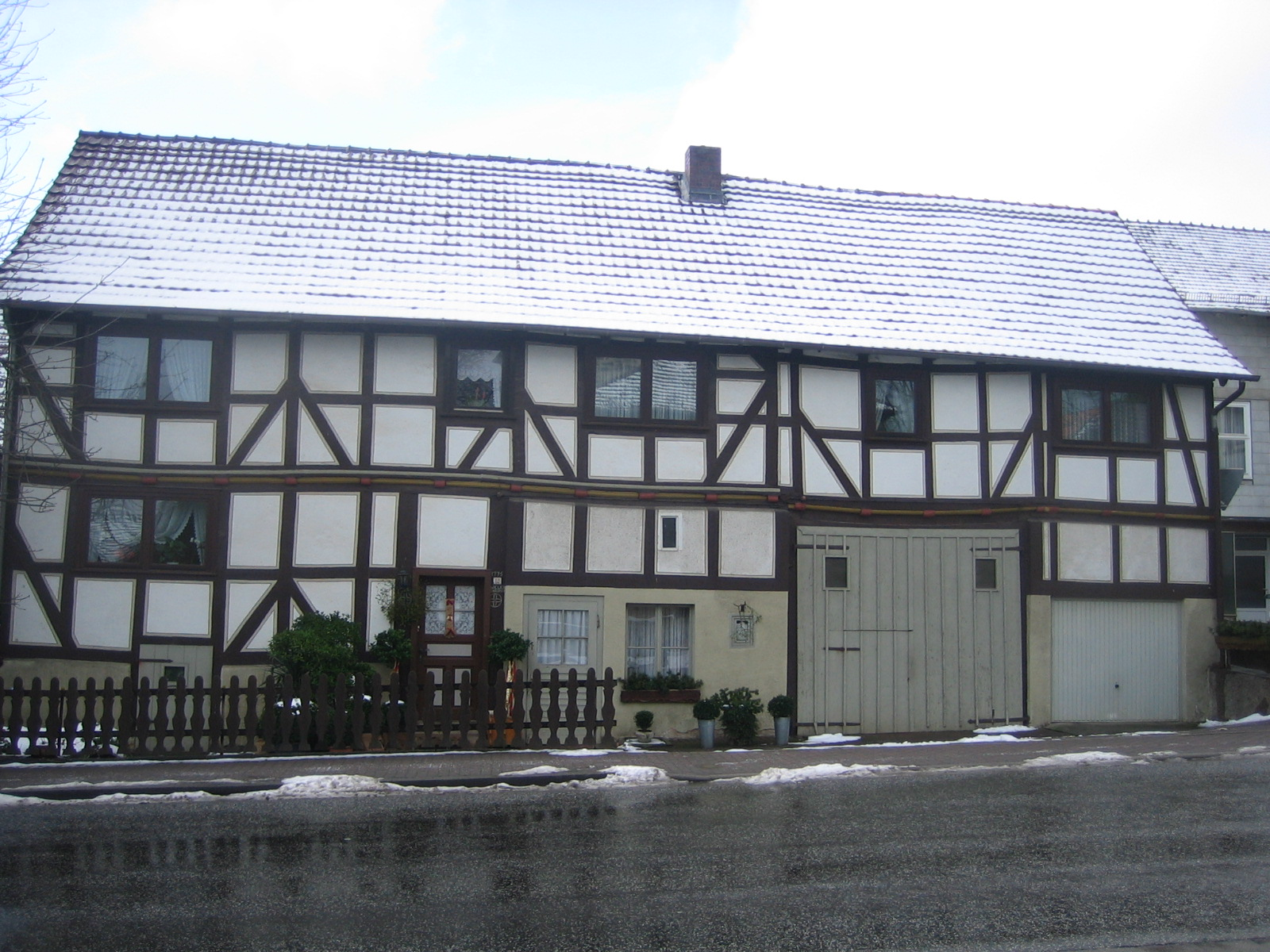
Geburtshaus von MdL Ludwig Schneider in Niedermöllrich

- Lutz Haurand (1826–1873), Gutsbesitzer und Mitglied der Landstände des Großherzogtums Hessen
- Otto Roever (1884–1949), Abgeordneter des Provinziallandtages der Provinz Hessen-Nassau
- Ludwig Schneider (Politiker, 1893) (1893–1977), Politiker
- Josef Klik (1935–2020), deutscher Leichtathlet, mehrfacher Deutscher Meister, wohnte in Niedermöllrich